# 皮豹
皮豹（1524年—1577年），字文蔚，號劍江，應天府上元縣民籍江西南昌府豐城縣人，明朝政治人物。

## 生平
己酉科（1549年）應天府鄉試第九十名。嘉靖三十五年丙辰科会试一百二名，三十八年（1559年）己未科廷试第二甲第四十九名進士。吏部观政，授工部营膳司主事，四十一年升员外郎、郎中，四十四年升山东都转盐运司同知，升云南广南府知府，致仕。

## 家族
曾祖皮福應；祖父皮筠；父皮傑，曾任州判官贈工部员外郎。母胡氏，贈安人。弟皮豸、皮貅。